# Stødstangsmotor
En stødstangsmotor er en firetaktsmotor, hvor ventilerne løftes op ved hjælp af stødstænger. Hver knast på knastakslen, som er placeret ved krumtapakslen, påvirker en stødstang. Stødstangen går op til ventilerne og løfter den ene ende af en vippearm, som åbner og lukker indsugnings- og udstødningsventilen. Ved sideventilede motorer er der dog ingen vippearm. Ventilerne føres tilbage ved hjælp af ventilfjedre. Indsugnings- og udstødningsventilen har altså hver sin knast på knastakslen og hver sin stødstang.
Knastakslen ligger inde i motorblokken, hvilket gør at motoren kan være lavere end en motor med overliggende knastaksel som har knastakslen placeret i toppen, over cylindrene. Ulempen er, at en stødstangsmotor ikke kan være lige så stærk som en motor med overliggende knastaksel, eftersom stødstængerne har en stor vægt som skal bruges til at føre stødstængerne frem og tilbage.
| Motor | Spire Denne artikel om motorer og motordele er en spire som bør udbygges. Du er velkommen til at hjælpe Wikipedia ved at udvide den. |